# Nihon Bussan
Nihon Bussan Co., Ltd. (日本物産株式会社 Nihon Bussan Kabushikigaisha?) es un fabricante de videojuegos japonés, conocido comúnmente como Nichibutsu (ニチブツ?). La compañía utiliza una signo búho para el logotipo oficial de la compañía. La compañía tiene su sede en Kita-ku, Osaka.
Fundada en 1970, la compañía comenzó a hacer videojuegos en 1978. A mediados de 1980, la compañía comenzó a hacer juegos de mahjong. El juego de 1988 Tatakae! Big Fighter resultó ser su último juego de arcade. En la actualidad Nichibutsu produce juegos de mahjong que utilizan DVD para la reproducción. La popularidad de Nichibutsu estuvo en su punto máximo en 1980 cuando la compañía anunció y lanzó Moon Cresta y Crazy Climber.

## Lista de juegos de Nihon Bussan

### Tirador
- 1980 Moon Alien
- 1980 Moon Alien 2
- 1980 Moon Cresta
- 1980 Moon Alpha
- 1980 Moon Raker
- 1980 Moon Quasar
- 1981 Moon Shuttle
- 1983 Space Fighter X (SF-X)
- 1983 Tube Panic
- 1985 Terra Cresta
- 1986 Ufo Robo Dangar
- 1986 Mag Max - Lanzado para Nintendo NES en 1988.
- 1986 Seicross - Lanzado para Nintendo NES en 1988.
- 1986 Soldier Girl Amazon (también conocido como Sei Senshi Amatelass)
- 1987 Terra Force
- 1987 Legion
- 1988 Formation Armed F
- 1988 Big Fighter
- 1992 Terra Cresta 2
- 1996 Terra Cresta 3D

### Acción
- 1980 Crazy Climber - Lanzado para Atari 2600.
- 1981 Frisky Tom
- 1982 Wiping (también conocido como "Rug Rats")
- 1985 Galivan (también conocido como "Cosmo Police Galivan") - También lanzado para la NES.
- 1987 Booby Kids (también conocido como Kid no HORE HORE Dai Sakusen) - Lanzado para Nintendo Famicom en 1987.
- 1988 Crazy Climber 2
- 1990 Die Hard

### Quiz
- Hihoo! (1987)
- Hihoo!2 (1987)
- Quiz DE Date (1991)
- Miracle Q (1991)
- Kotaemon kachi (1991)
- TECHNO・DOOL (1991)

### Puzle
- Oh! Pyepee (1988)
- Tougenkyou (1988)
- Pairs (1989)

### Sports
- F1 Circus (serie)

### Casino
- Kouryaku Casino Bar

### Mahjong (solo los juegos más destacados)
- 1983 Jangō Lady
- 1986 Second Love
- 1990 Mahjong Triple Wars
- 1991 Mahjong Vanilla Syndrome
- 1994 Sailor Wars